# Viburnum meiothyrsum
Viburnum meiothyrsum är en desmeknoppsväxtart som beskrevs av Friedrich Ludwig Diels. Viburnum meiothyrsum ingår i släktet olvonsläktet, och familjen desmeknoppsväxter. Inga underarter finns listade i Catalogue of Life.